# الأسطول الجوي الثالث
الأسطول الجوي الثالث  (لوفت فلوتر 3) كان أحد الأقسام الرئيسية في لوفتفافه الألمانية في الحرب العالمية الثانية. تم تشكيلها في 1 فبراير 1939 من Luftwaffengruppenkommando 3 في ميونيخ وأعيد تشكيلها Luftwaffenkommando West (القيادة الجوية الغربية) في 26 سبتمبر 1944. تمركز مفرزة لوفتفافه في المناطق التي تحتلها ألمانيا في شمال فرنسا، وهولندا، وبلجيكا، وفيشي فرنسا، لدعم قوات دول المحور في المنطقة. كانت مكاتب قيادتها في باريس، فرنسا (في 26 يونيو 1944).

## الاستطلاع الاستراتيجي
- ستاب / FAGr.123 ( Toussus le Noble - Buc )
- 4. (F) / 123 ( Saint-André-de-l'Eure )
- 5. (F) / 123 ( مونشي-بريتون )
- 1. (F) / 121 (Toussus le Noble - Buc)

## القادة

علم الأسطول

- فيلد مارشال هوغو شبيرل، 1 فبراير 1939 - 23 أغسطس 1944
- غنرال أوبرست Otto Deßloch 23 أغسطس 1944 - 22 سبتمبر 1944
- جنرال لوتنانت Alexander Holle 22 سبتمبر 1944 - 26 سبتمبر 1944